# Galina Evgen'evna Nikolaeva
Galina Evgen'evna Nikolaeva (in russo Гали́на Евге́ньевна Никола́ева?; Usmanka, 18 febbraio 1911 – Mosca, 18 ottobre 1963) è stata una scrittrice sovietica.

## Biografia
Nata nel Governatorato di Tomsk nel 1911, studiò medicina all'Università di Nižnij Novgorod, dove tornò come docente tra il 1938 e il 1942. Durante la seconda guerra mondiale fece parte del personale medico dell'Armata Rossa. Iniziò a dedicarsi alla scrittura dopo la fine della guerra e nella seconda metà degli anni Quaranta alcuni dei suoi racconti (come Gibel´komandarma) furono pubblicati su diverse riviste letterarie.
Nel 1950 ottenne il suo più grande successo con il romanzo Žatva, incentrato sulla vita rurale del dopoguerra, che le valse il Premio Stalin nel 1951. Due anni più tardi il romanzo (che godette di enorme popolarità anche nella Cina comunista) fu riadattato per il grande schermo da Vsevolod Illarionovič Pudovkin nel film Il ritorno di Vasili Bortnikov. Nel 1957 ottenne un altro successo con Bitva v puti, riadattato nel film omonimo da Vladimir Pavlovič Basov nel 1961; l'opera fu riadattata più volte anche per le scene e nel 1959 fu in cartellone al Teatro d'arte di Mosca. Scrisse anche saggi, poesie (incluso il poema Naš sad, pubblicato postumo nel 1964) e due drammi teatrali. La sua opera si colloca nel filone del realismo socialista.
Morì nel 1963 all'età di 52 anni e fu sepolta nel cimitero di Novodevičij. 

## Adattamenti cinematografici
- Il ritorno di Vasili Bortnikov (Возвращение Василия Бортникова), regia di Vsevolod Illarionovič Pudovkin (1953)
- Bitva v puti (Битва в пути), regia di Vladimir Pavlovič Basov (1961)
- Pro čudesa čelovečeskie (Про чудеса человеческие), regia di Vladimir Vasil'evič Monachov (1967)